# DataLock (virus máy tính)
DataLock hay còn gọi là V920, là virus máy tính được cách ly ở nhiều vùng ở Mỹ vào tháng 10 năm 1990. Virus là loại lây nhiễm tập tin .EXE, nó cũng lây nhiễm COMMAND.COM khi thực thi.
Dòng văn bản chứa bên trong mã virus trong các chương trình bị nhiễm với phiên bản đầu tiên như sau: "DataLock version 1.00"
Các dị bản của virus đó là:
- DataLock-828, nguồn gốc ở Calgary, Ontario, Canada vào tháng 10 năm 1993.
- DataLock-1043, nguồn gốc  ở Mỹ tháng 4 năm 1992.
- DataLock-1740, nguồn gốc ở Thành phố Hồ Chí Minh, Việt Nam. Một đoạn văn bản chứa trong DataLock-1740 như sau:

```
     "Hacker:  NGUYEN HIEU VINH"
     "22 / 1A  Truong Quoc Dung"
     "Phuong 10  Quan Ph Nhuan"
     "Thanh Pho Ho Chi Minh"
     "South of Viet Nam"

```

- DataLock-D, nguồn gốc không rõ vào tháng 5 năm 1992